# 御伽眾
御伽眾（羅馬字：Ōtogishū），別稱相伴眾、御咄眾，是日本戰國時代至江戶時代初期的閒職。在江戶時代別稱談判眾、安西眾。

## 概要
在戰國時代只有大名才有資格擁有御伽眾，就算是重臣或宿老都不能有自己的御伽眾，但在江戶時代慢慢變為有權者亦可雇請御伽眾，工作內容是陪僱主聊天打發時間，乃無實權的閒職，待遇雖好但地位很低。
通常都是由僧侶、沒落失勢的大名、以及出家或退休的武士擔任，僱主若無閒暇時則幾乎一整天都沒事做，以日本職場文化而言是會被同僚看不起的低賤職位，僅有極少數的御伽眾能因自身才學或特別受喜愛而晉身為雇主的核心幕僚，其餘多被當附庸風雅殺時間的"消耗品"而已。
御伽眾是標準錢多事少的工作，待遇優渥工作輕鬆且僱主都是有錢有勢的高官權貴，所以地位雖低但仍有不少人願意任職。戰國時代請的起御伽眾的都是政經實力強大的重量級大名，他們的談話內容被改編成故事廣為流傳，成為江戶時代講談和落語的起源。

## 秀吉與御伽眾
平民出身的豐臣秀吉沒讀過什麼書也未接受過正規武士教育，在閱讀、寫字與社交禮儀上相當不擅長，外加秀吉對自己出身微寒非常自卑，所以他盡可能與權貴名流打交道以彌補自卑心理，大量聘用有學問或懂風雅的文人雅士與家勢顯赫的武士當御伽眾，也大量收集各地大名女兒當自己側室。
秀吉的御伽眾有武家的足利義昭、織田信雄、織田信包、織田有樂齋、六角義賢、六角義治、佐佐成政、山名氏政、山名豐國、宮部繼潤、瀧川雄利、古田織部、金森長近等人；平民有千利休、今井宗薫、曾呂利新左衛門等。